# اندی پرادلاو
اندی پرادلاو (انگلیسی: Andy Proudlove; ۱۵ ژانویهٔ ۱۹۵۵ – ۲۵ سپتامبر ۲۰۱۷) بازیکن فوتبال اهل بریتانیا بود.
از باشگاه‌هایی که در آن بازی کرده‌است می‌توان به باشگاه فوتبال شفیلد ونزدی، باشگاه فوتبال کوپیون پالوسئورا، باشگاه فوتبال مکلسفیلد تاون، باشگاه فوتبال ردینگ، باشگاه فوتبال نوریچ سیتی، باشگاه فوتبال ماتلوک تاون، باشگاه فوتبال باکستون، باشگاه فوتبال استافورد رانجرز، باشگاه فوتبال پورت ویل، و باشگاه فوتبال هرفورد یونایتد اشاره کرد.